# Kimberly Alkemade
Pour les articles homonymes, voir Alkemade (homonymie).
Kimberly Alkemade, née le 29 mars 1990 à Zoetermeer (Hollande-Méridionale), est une athlète handisport néerlandaise concourant en T64 pour les athlètes ayant un handicap au niveau des membres inférieurs. 

## Biographie
À l'âge de 8 ans, elle est victime d'un accident de la circulation dans lequel sa mère meurt. Elle s'en sort avec un fémur cassé et une fracture du crâne, ce qui entraîne l'amputation de sa jambe gauche.

## Palmarès

### Jeux paralympiques
- Jeux paralympiques d'été de 2020 à Tokyo :
  -  200 m T64
- Jeux paralympiques d'été de 2024 à Paris:
  -  200 m T64
  -  100 m T64

### Championnats du monde
- Championnats du monde d'athlétisme handisport 2019 à Dubaï :
  -  200 m T64
  -  100 m T64
- Championnats du monde d'athlétisme handisport 2023 à Paris
  -  200 m T64